# Jean-Philippe Lauer
Jean-Philippe Lauer (ur. 7 maja 1902 w Paryżu, zm. 15 maja 2001 tamże) – francuski egiptolog, archeolog i architekt.
Urodził się w Paryżu, gdzie podjął studia architektoniczne. W 1926 zdecydował się wyjechać do Egiptu, gdzie poznał Marguerite Jouguet, córkę Pierre’a Jougueta, francuskiego egiptologa i profesora Uniwersytetu Kairskiego, z którą ożenił się 1 października 1929.
W 1926 rozpoczął pracę jako architekt przy wykopaliskach Firtha i Quibella przy piramidzie schodkowej Dżesera w Sakkarze. Następne 75 lat życia poświęcił pracom renowacyjnym i restauracyjnym na terenie kompleksu otaczającego piramidę. Uznawany był za największego znawcę Sakkary. Za swoją pracę wielokrotnie odznaczany był między innymi Wielkim Oficerem Legii Honorowej, Wielkim Oficerem Orderu Nilu, Wielkim Oficerem Orderu Korony Włoch, Komandorem Narodowego Orderu Zasługi Republiki Francuskiej oraz Orderem Sztuki i Literatury.